# 贾迈勒丁·哈桑诺夫
贾迈勒丁·纳比耶维奇·哈桑诺夫（羅馬化：Dzhamaladin Nabiyevich Gasanov；1964年8月5日—）是俄罗斯政治人物，第五届、第六届和第八届国家杜马代表。2021年，他获得政治学全博士学位
1994年，哈桑诺夫被任命为斯塔夫罗波尔边疆区总理助理。1999年，他成为经济问题顾问，后任俄罗斯联邦总统驻斯塔夫罗波尔边疆区副全权代表。2004年，他成为俄罗斯联邦审计院非税收入和内部融资来源控制监察局局长。2007年当选第四届斯塔夫罗波尔边疆区杜马代表。同年当选第五届国家杜马代表；他当时代表的是俄罗斯自由民主党。2016年至2019年，他担任联邦委员会副主席伊利亚斯·乌马哈诺夫的助理。2019年3月，他被任命为达吉斯坦共和国常驻俄罗斯联邦总统代表。2021年9月起担任第八届国家杜马代表。

## 制裁
哈桑诺夫于2022年因俄乌战争而受到英国政府制裁。